# Eleição presidencial na Venezuela em 2012

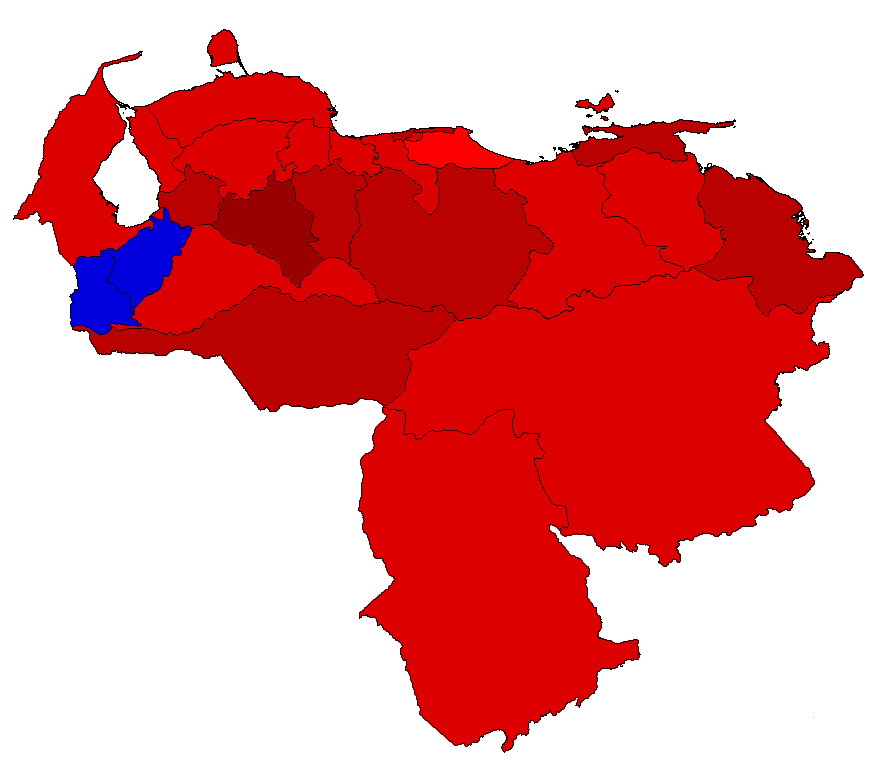
Resultados eleitorais por estado

A eleição presidencial da Venezuela em 2012 foi realizado em 7 de outubro. Hugo Chávez foi reeleito para um quarto mandato de 10 de janeiro de 2013 até 10 de janeiro de 2019. Nas pesquisas de opinião iniciais, Hugo Chávez liderava todas, mas nos dias antecedentes ao escrutínio, Henrique assumiu a liderança tendo 47,7% e Chávez 45,9%. Todavia, notou-se variação dos resultados das pesquisas dependendo do instituto.

## Candidaturas oficiais
Os candidatos na eleição são:
- Hugo Chávez, atual presidente desde 1999, representado pelo Partido Socialista Unido da Venezuela e coligado com o Partido Comunista da Venezuela, o Pátria Para Todos, o Pela Democracia Social, o Movimento Eleitoral do Povo, a Unidade Popular Venezuelana e a Juventude Organizada de Venezuela, no bloco chamado de Grande Polo Patriótico;
- Henrique Capriles Radonski, governador do estado de Miranda, é o principal opositor à Chavez. Candidato pelo partido Primeira Justiça e coligado com Ação Democrática, Um Novo Tempo (partido), Comitê de Organização Política Eleitoral Independente, Projeto Venezuela, Vontade Popular e Aliança Bravo Povo, no bloco chamado Mesa da Unidade Democrática;
- Yoel Acosta Chirinos, militar aposentado, é candidato pela Vanguarda Bicentenária Republicana (VBR);
- Luis Reyes, candidato pela Organização Renovadora Autêntica (ORA) com ideias cristãs;
- Orlando Chirino, candidato pelo Partido Socialismo e Liberdade (PSL);
- María Bolívar, advogada, candidata pelo Partido Democrático Unidos pela Paz e a Liberdade (PDUPL).
- Reina Sequera, candidata pelo Poder Trabalhista (PL).

## Resultados eleitorais
| Partido                                                                | Partido      | Candidato                  | Votos      | Votos (%) |
| ---------------------------------------------------------------------- | ------------ | -------------------------- | ---------- | --------- |
|                                                                        | PSUV         | Hugo Chávez                | 7 860 982  | 54,84%    |
|                                                                        | PJ           | Henrique Capriles Radonski | 6 386 155  | 44,55%    |
|                                                                        | PL           | Reina Sequera              | 67 507     | 0,47%     |
|                                                                        | ORA          | Luis Reys                  | 7 809      | 0,05%     |
|                                                                        | PDUPL        | Maria Bolívar              | 7 224      | 0,05%     |
|                                                                        | PSL          | Orlando Chirino            | 3 943      | 0,03%     |
| Totais                                                                 | Totais       | Totais                     | 14 333 620 |           |
| Participação                                                           | Participação | Participação               | 14 333 620 | 80,85%    |
| Fonte: Divulgación Elección Presidencial - Comissão Eleitoral Nacional |              |                            |            |           |